# يوكو هاياشي
يوكو هاياشي (باليابانية: 林陽子؛ بالكانا: はやし ようこ) هي محامية يابانية، ولدت في 1956 في ميتو في اليابان.